# Robert Gallay
Robert Gallay (né le 19 janvier 1878 à Meudon et mort le 30 juin 1954 dans le 8e arrondissement de Paris) est un officier et dirigeant sportif français, investi particulièrement dans le tennis.

## Biographie
Robert Gaston Maurice Gallay est le petit-fils de Jules Gallay et le fils de Maurice Gallay (1848-1898), un officier et chimiste, installé en Indochine, où il sera propriétaire du Grand Hotel de Đồ Sơn à Haïphong qu'il avait fait construire, contribuant ainsi grandement au développement de la station balnéaire Đồ Sơn, et de Valentine Honegger. L'une de ses sœurs épousera le général Charles Jordan, l'autre Jacques Faure. Le 19 octobre 1901, il épouse Abeille Villard, sœur de la comtesse de Kermel, fille de Théodore Villard et petite-fille du ministre Jacques Alexandre Bixio. Deux de leurs filles seront également des joueuses de tennis de haut niveau : Violette Gallay et Jacqueline Gallay (épouse de Pierre Liotard-Vogt).

### Carrière militaire
Entré à l'École militaire de Saint-Cyr en 1899, il en sort sous-lieutenant en 1901, passe lieutenant en 1903, est blessé en service commandé en 1905 et est démissionnaire en 1907. Il est mobilisé au début de la Grande guerre, en 1914, et est promu capitaine en 1917. Son engagement lui vaudra de recevoir la croix de guerre et une citation à l'ordre de l'armée.

### Engagement sportif

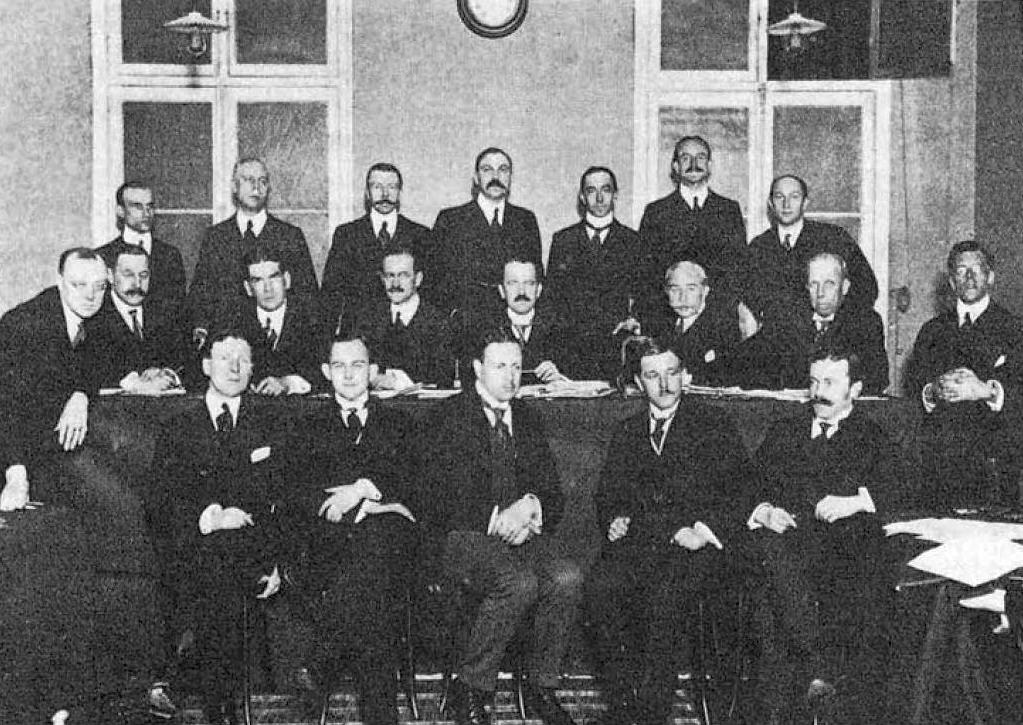
Membres-fondateurs de la Fédération internationale de tennis, le 1 mars 1913 à Paris.

Membre de la commission de tennis de l'Union des sociétés françaises de sports athlétiques (USFSA) à partir de 1906 et dont il sera vice-président jusqu'en 1914, ainsi que président du Comité technique, il est le cofondateur de la Fédération internationale de lawn tennis. Il en est le premier secrétaire général de 1913 à 1949 (président par intérim) et le premier trésorier honoraire de 1913 à 1939. Il devient également vice-président (puis président d'honneur) de la Fédération française de lawn tennis.
Il est membre du comité d'organisation de la Coupe Davis.
Il prend part à la création du tennis populaire en 1938 et est membre de la première commission.
Très impliqué dans les clubs parisien, il est cofondateur du Sporting Club de Paris (dont il devient vice-président puis président), vice-président du Stade français et président d'honneur du Tennis Club de Paris.
Juge-arbitre, il arbitre plusieurs matchs de tennis, dont la finale de la Coupe Davis 1928 entre la France et les États-Unis.
Gallay est décoré de la Légion d'honneur en 1938, avec comme parrain Jean Borotra.

## Sources
- Heiner Gillmeister, « Tennis: A Cultural History », 1998
- Stephen Wallis Merrihew (en), « American Lawn Tennis, Volume 27 », 1933
- « La Légion d'honneur à Robert Gallay », dans Le Figaro, 12 août 1938
- Éric Bungener, "Filiations Protestantes, vol. 1 - Tome I" - 1996